# Ивановское (городской округ Красногорск)

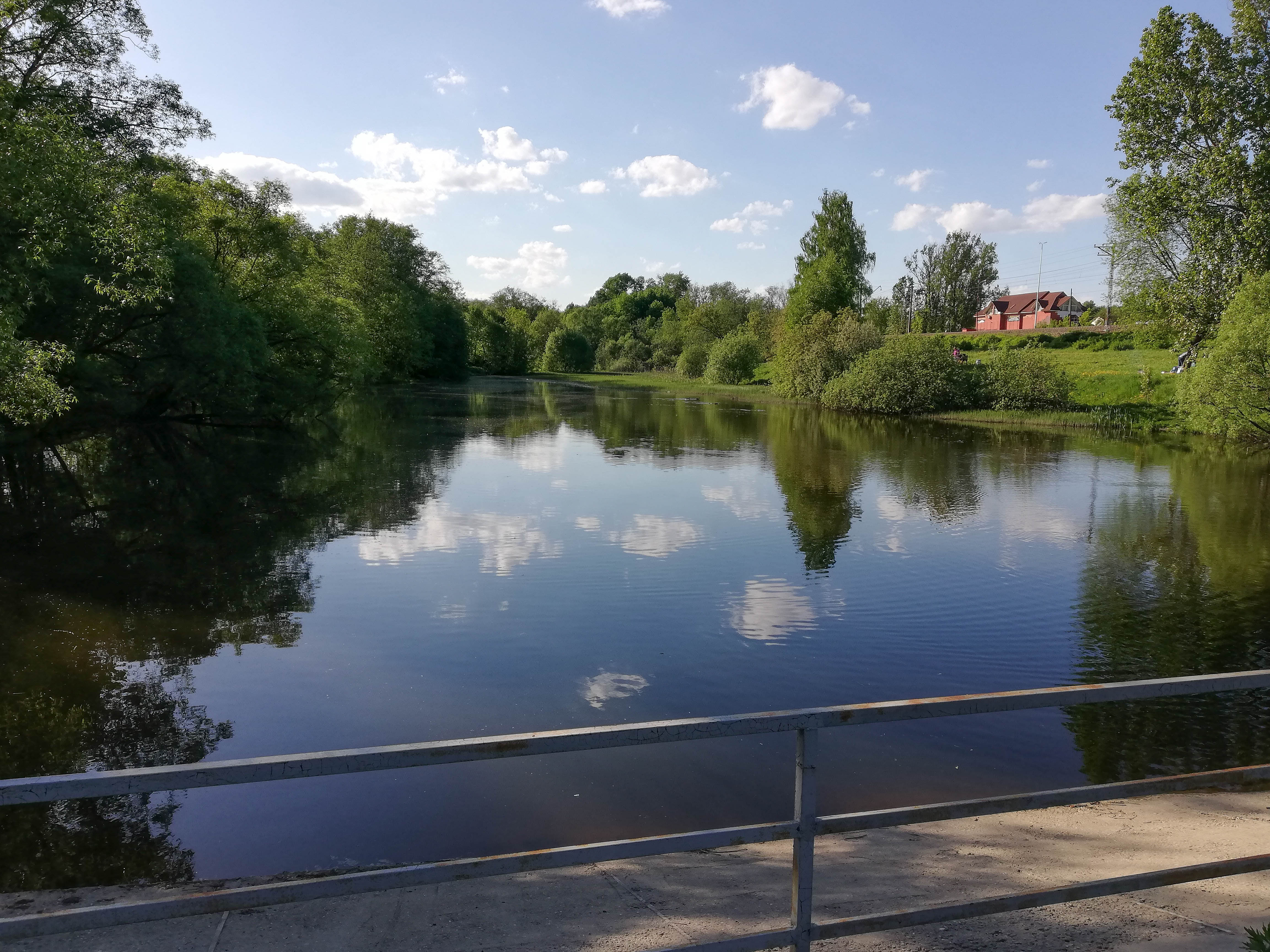
Запруда на реке Курице

Ивановское — деревня в Московской области России. Входит в городской округ Красногорск. 

## География
Расположена в центре округа, на правом берегу впадающей в Москву-реку реки Курицы, высота центра — 156 м над уровнем моря. Примыкает на севере к Красногорску, на юго-востоке — к деревне Гольёво. 

## История
С 1994 до 2005 года Ивановское входило в Воронковский сельский округ Красногорского района, с 2005 по 2017 год — в состав городского поселения Красногорск Красногорского муниципального района.

## Население
| 2002 | 2006 | 2010 |
| ---- | ---- | ---- |
| 142  | →142 | ↘129 |

## Транспорт
Связана автобусным сообщением с Москвой и Красногорском.